# Красен Кралев
Красен Кирилов Кралев (роден на 2 януари 1967 г. във Варна) е български бизнесмен и политик от партия ГЕРБ. Той е министър на младежта и спорта на Република България във Второто и Третото правителство на Бойко Борисов.

## Биография
Роден във Варна, Кралев завършва Медицинския университет в града, след това специализира глобален маркетинг и управление на политически кампании в университета на Южна Каролина (1990) и Асоциацията на националните рекламодатели на САЩ (1997). Той е експерт в областта на публичните комуникации. 
В младостта си е бегач на дълги разстояния, като е бил национален шампион за юноши старша възраст на 5000 и 20 000 m. През 1986 г. става рекордьор на България на 20 000 m за юноши старша възраст. Заема трето място с националния отбор по кънтри крос на Балканиадата през 1986 – 1987 година.
През 1992 г., Кралев основава MAG Communications и до 2014 г. е член на Управителния съвет на дружеството.
Той е участвал професионално в различни дейности на футболен клуб „Черно море“, служи като негов председател на два пъти (1998 – 2001 и 2003 – 2007).
От 2010 г. е ръководител на комисията по футзал към Българския футболен съюз.
Кралев е сред учредителите на политическа партия „Новото време“ и неин заместник-председател до 2012 г. Участва в българските парламентарни избори през 2009 г. като част от коалиция „ЛИДЕР“.
На 7 ноември 2014 г. Кралев става министър на младежта и спорта на България на мястото на служебния министър Евгения Раданова.
Кралев известно време има връзка с водещата от bTV Виктория Петрова.
През януари 2017 г. Красен Кралев прави първата си самостоятелна изложба с живопис. Средствата от продадените 50 картини са дарени за благотворителни цели на Фондация „Български спорт“. През август 2022 г. открива втора самостоятелна изложба в родния си град, която също е благотворителна, средствата са предоставени на Съюза на българските художници във Варна. До края на 2022 г. реализира още две самостоятелни изложби в София и Пловдив.
От ноември 2017 г. Красен Кралев представлява Европейския съюз като член на Управителния съвет на Световната антидопингова агенция (WADA).